# Василистник анемоновидный
Васили́стник анемо́новидный, или Анемо́на васили́стниковая (лат. Anemonella thalictroides) — травянистое растение; вид рода Anemonella семейства Лютиковые (Ranunculales). Название используется по устаревшему синониму, когда растение относилось к роду Василисник (Thalictrum). В англоязычных странах известно под тривиальным названием «печальная анемона».

## Ботаническое описание
Корень клубневидный.

Ботаническая иллюстрация из книги Натаниэля Бриттона и Эддисона Брауна An illustrated flora of the northern United States, Canada and the British Possessions, 1913

Стебель голый 10―30 см высотой, тонкий, прямостоячий.
Листья от 10 до 30 см длиной, трёхдольные. Листочки широкоокруглые.
Цветки одиночные или в зонтиковидных соцветиях с тремя-шестью цветками на отдельных цветоножках. Прицветники состоят из трёх листочков такой же формы, что и листья. Цветки округлой формы с многочисленными жёлтыми тычинками, чашечка от белого до розовато-лавандового цвета.
Плоды образуются в конце весны. Плод ― семянка овальной формы, коричневая в зрелом виде.
Эфемер.

## Распространение и экология
Это раннецветущее растение ― эндемик лесов восточной части Северной Америки. Также культивируется как декоративное садовое растение.